# Madagaszkári gém
A madagaszkári gém (Ardea humbloti) a madarak (Aves) osztályának gödényalakúak (Pelecaniformes) rendjébe, ezen belül a gémfélék (Ardeidae) családjába és a gémformák (Ardeinae) alcsaládjába tartozó faj.

## Előfordulása
Madagaszkár, Mayotte és a Comore-szigetek területén honos.

## Megjelenése
Testhossza 90 centiméter.